# Franz Metzner
Pour les articles homonymes, voir Metzner.
Franz Metzner (1870-1919) est un tailleur de pierre et sculpteur autrichien. Collaborateur au Wiener Werkstätte, marqué par le symbolisme, il travailla longtemps à Berlin.

## Biographie

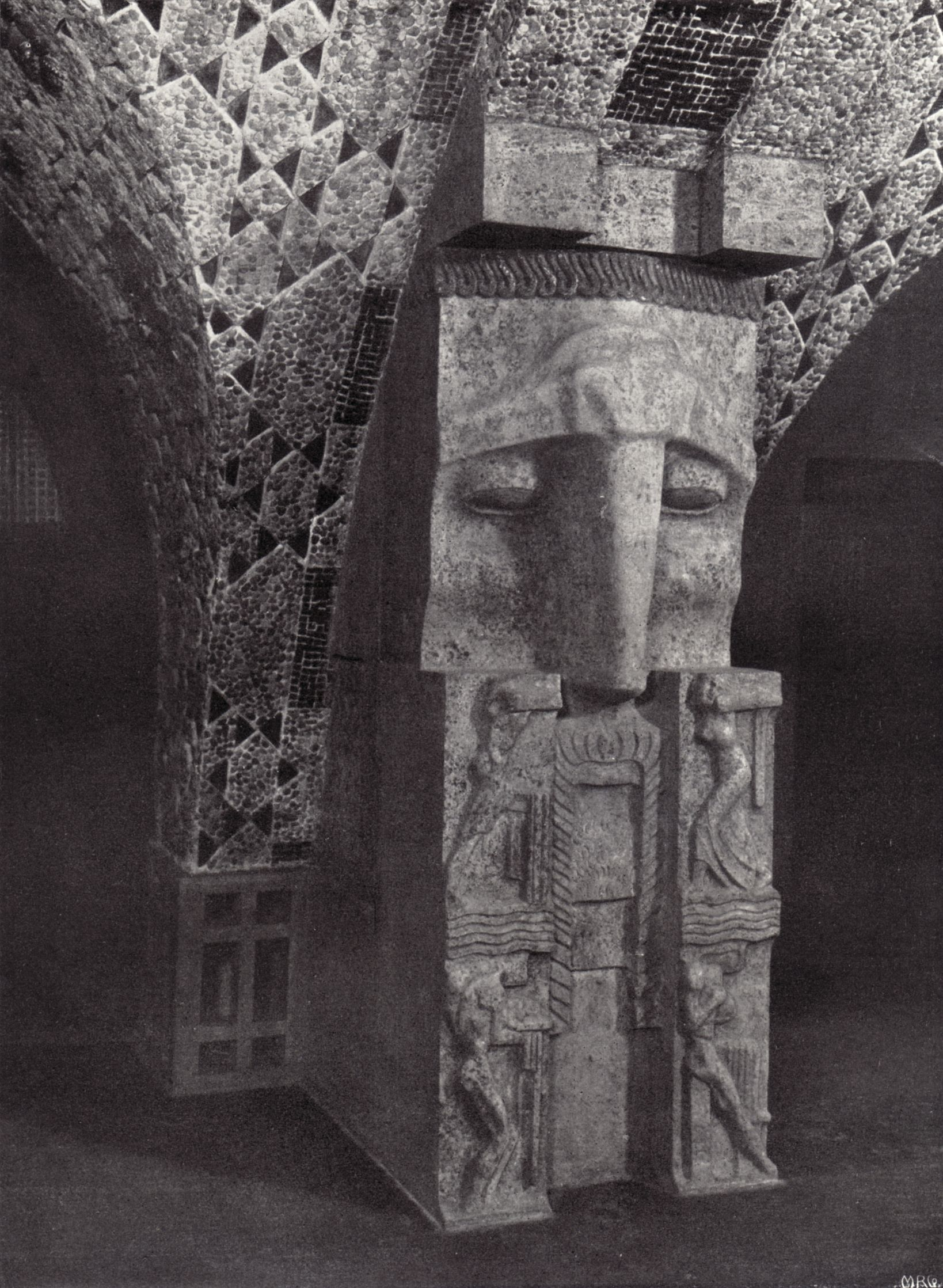
Pilier sculpté, salle du restaurant Weinhaus Rheingold (Berlin, 1907).

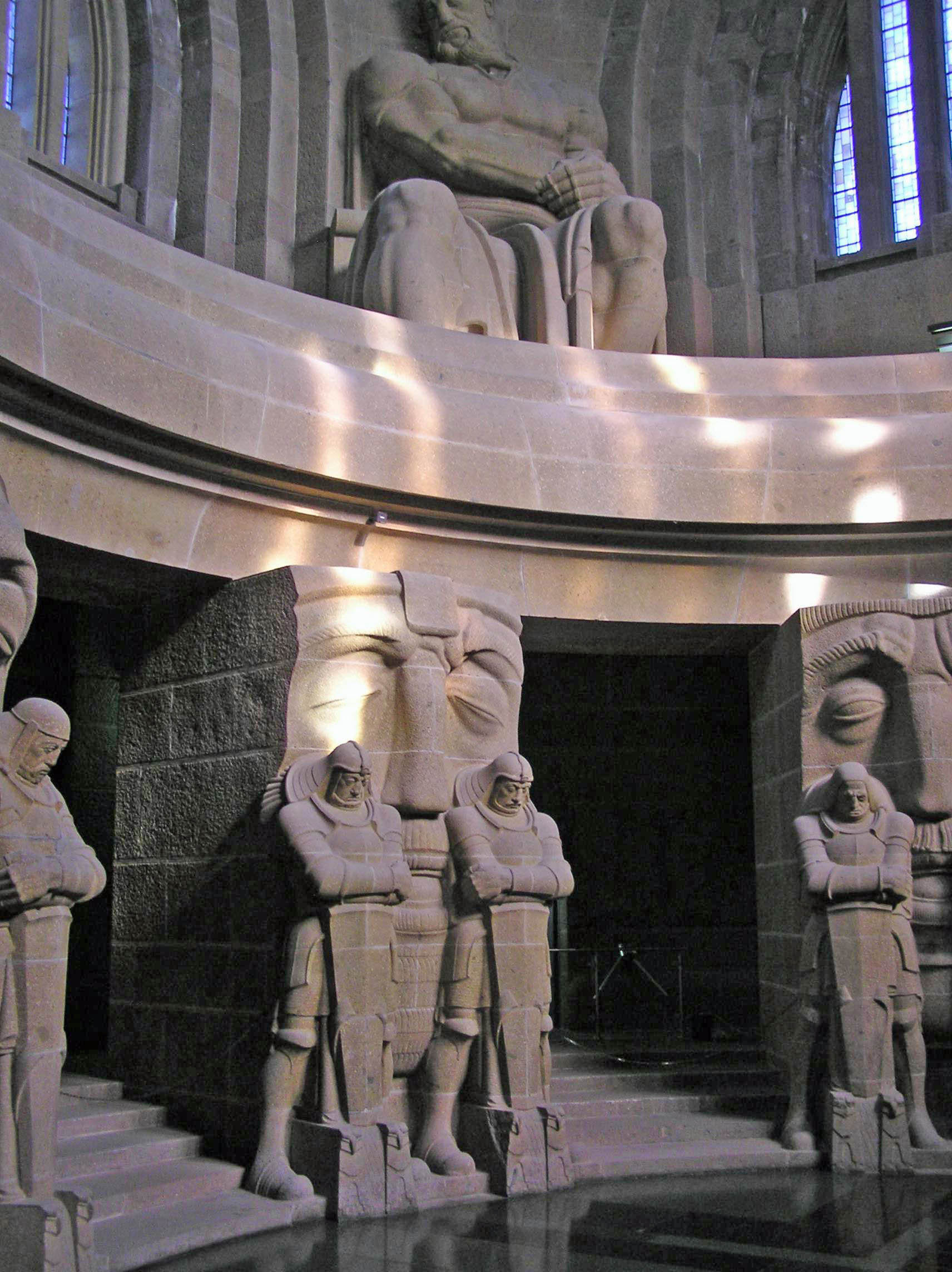
Intérieur de la crypte dite Die „Schicksalsmasken (« les masques du Destin »), pour le Monument de la Bataille des Nations (1913, Leipzig).

Né le 18 novembre 1870 à Wscherau (Neumark) près de Pilsen en Bohême (Empire austro-hongrois), Metzner apprend le métier de tailleur de pierre à partir de 1886 dans sa région natale. Après avoir terminé sa formation, il travaille dans divers ateliers entre 1890 et 1894, où il acquiert de nouvelles connaissances en design sculptural, entre autres dans l'atelier de Christian Behrens (en) à Breslau, puis à Zwickau, Dresde et Hambourg, effectuant également des voyages d'études à Paris et en Italie. De 1894 à 1903, Metzner vit à Berlin et possède un atelier, où il conçoit des objets d'artisanat d'art et des modèles destinés à la Manufacture royale de porcelaine. Dans ces œuvres, se mêlent harmonieusement les influences du symbolisme et de l'Art nouveau. Pour ses sculptures, il reçoit en 1900 à l'Exposition universelle de Paris, différents prix qui assurent sa reconnaissance.
Metzner, jusque-là plutôt séduit par le nationalisme allemand, rejoint en 1902 la Neue Gemeinschaft (de) (« Nouvelle Communauté ») dont les membres aspiraient à des formes de vie libertaires, en dehors des conventions du wilhelminisme. En collaboration avec le peintre Fidus, il conçoit les locaux du siège berlinois de cette communauté qui se disperse deux ans plus tard.
Sa participation au concours du monument à Vienne en hommage à l'impératrice Élisabeth le fait nommer en 1903 comme professeur aux Arts appliqués de Vienne. Dans la capitale autrichienne, il noue des contacts avec les tenants de la Sécession viennoise et devient membre de la Wiener Werkstätte. Metzner participe au palais Stoclet (Bruxelles), entre 1905 et 1911, en collaboration avec d'autres créateurs comme Josef Hoffmann, Gustav Klimt, ou encore Richard Luksch.
En 1904, il exécute le dessin de la Fontaine de Nibelungen destinée originellement à l'église votive de Vienne mais qui ne fut érigée qu'en 1924 à Jablonec nad Nisou (Tchéquie).
En 1905, l'architecte Bruno Schmitz lui demande de réaliser les sculptures pour le Monument de la Bataille des Nations (Leipzig), Metzner remplace ainsi Christian Behrens, décédé la même année. En 1906, Metzner quitte Vienne et retourne à Berlin pour se rapprocher de ce nouveau chantier terminé en 1913. En 1907, il achève un tombeau destiné à la famille Max Krause, situé au cimetière de Jérusalem et de la nouvelle église (division IV), (Berlin-Kreuzberg) considéré comme la principale œuvre funéraire représentative de l'Art nouveau symboliste berlinois.
Durant l'automne 1908, à l'occasion d'une exposition consacrée à l'architecture et la décoration intérieure à Zurich, l'agence zurichoise Streiff et Schindler propose à Metzner de produire pour une salle de bibliothèque quatre masques expressifs en pierre.
À Berlin et à Prague, il fournit l'ornementation de nombreuses façades de bâtiments commerciaux dont trois conçus par Bruno Schmitz (le restaurant Weinhaus Rheingold, 1905-1907), William Müller (siège des éditions J. Springer, 1910-1911), et Oskar Kaufmann (la salle de spectacles Cines-Theater, 1912-1913), détruits durant la Seconde Guerre mondiale. De cette période, seul demeure le Volksbühne, pour lequel Metzner a créé les sculptures ornementales en 1914. Le bâtiment du Wiener Bankverein (Association des banquiers de Vienne), élevé à Prague en 1909-1910 a également disparu.
Franz Metzner était membre du Deutscher Künstlerbund. En 1919, il est nommé membre de l'Académie des arts de Berlin. La même année, Metzner meurt à l'âge de 48 ans le 24 mars, victime de la grippe espagnole.
En 1920, la Österreichische Galerie Belvedere lui rend un hommage posthume, puis, en Bohême, des artistes allemands fondent en son honneur le « Metzner-Bund », qui subsiste jusqu'en 1945.